# تشارلز إدوارد هاغتون
تشارلز إدوارد هاغتون هو سياسي نيوزيلندي، ولد في 1827، وتوفي في 1904. انتخب عضو مجلس النواب النيوزيلندي ‏.